# Nea Artaki
Nea Artaki (Grieks: Νέα Αρτάκη) is een deelgemeente (dimotiki enotita) van de gemeente (dimos) Chalkis, in de Griekse bestuurlijke regio (periferia) Centraal-Griekenland. De plaats telt 9.489 inwoners. Het dorp werd in 1923 gesticht door Grieks-Turkse vluchtelingen uit Erdek (dat in het Grieks Artaki heet). De Griekse Nationale Weg 77 verbindt Nea Artaki met Chalkis en het noorden van Euboea. Nea Artaki ligt in een vlakte die in het oosten afgebakend wordt door bergen en in het westen door de Noord-Euboïsche Golf. Het dorp is een toeristische trekpleister die vooral bekend staat om zijn stranden.